# 艾伦法则
艾伦法则是约耳·阿萨夫·艾伦在1877年提出的一个动物学规则。艾伦法则认为在恒温动物中，同种的个体或近缘的异种之间。生活在寒冷地区的物种比生活在温暖地区的物种其四肢等突出的部分具有变短的倾向。